# Нью-Періс (Пенсільванія)
Нью-Періс (англ. New Paris) — місто (англ. borough) в США, в окрузі Бедфорд штату Пенсільванія. Населення — 192 особи (2020).

## Географія
Нью-Періс розташований за координатами 40°6′30″ пн. ш. 78°38′35″ зх. д. / 40.10833° пн. ш. 78.64306° зх. д. (40.108408, -78.643067).  За даними Бюро перепису населення США в 2010 році місто мало площу 0,15 км², уся площа — суходіл.

## Демографія
Згідно з переписом 2010 року, у селищі мешкало 186 осіб у 73 домогосподарствах у складі 53 родин. Густота населення становила 1245 осіб/км².  Було 80 помешкань (535/км²).
Расовий склад населення:
| - 97,3 % — білих - 0,5 % — корінних американців - 0,5 % — азіатів |

До двох чи більше рас належало 1,6 %. Частка іспаномовних становила 0,0 % від усіх жителів.
За віковим діапазоном населення розподілялося таким чином: 20,4 % — особи молодші 18 років, 71,0 % — особи у віці 18—64 років, 8,6 % — особи у віці 65 років та старші. Медіана віку мешканця становила 34,5 року. На 100 осіб жіночої статі у селищі припадало 97,9 чоловіків;  на 100 жінок у віці від 18 років та старших — 97,3 чоловіків також старших 18 років.
Середній дохід на одне домашнє господарство  становив 55 114 долари США (медіана — 54 375), а середній дохід на одну сім'ю — 63 906 доларів (медіана — 66 875). За межею бідності перебувало 17,6 % осіб, у тому числі 0,0 % дітей у віці до 18 років та 33,3 % осіб у віці 65 років та старших.
Цивільне працевлаштоване населення становило 110 осіб. Основні галузі зайнятості: роздрібна торгівля — 20,0 %, виробництво — 19,1 %, освіта, охорона здоров'я та соціальна допомога — 15,5 %, будівництво — 12,7 %.